# Rob Pilatus
Robert "Rob" Pilatus (Munique, 8 de junho de 1965 – Friedrichsdorf, 2 de abril de 1998) foi um cantor, dançarino e modelo germânico-estadunidense. Pilatus era membro do famoso dueto musical pop alemão Milli Vanilli, com Fab Morvan.

## Biografia

### Vida
Pilatus, nascido em Nova Iorque, era filho de um soldado afro-americano com uma dançarina alemã de Frankfurt. Foi adotado por um médico alemão e sua esposa aos quatro anos e foi criado em Munique. Aos quatorze anos ele fugiu de casa.
Trabalhou como modelo e dançarino de Break, inclusive se tornou campeão de Breakdance. Ele estava nos Estados Unidos para uma competição de Breakdance, onde conheceu Fab Morvan, com quem foi assistir uma conferência de dança e música em Los Angeles.

### Milli Vanilli
Pilatus e Morvan foram descobertos pelo produtor musical Frank Farian que os conheceu numa discoteca em Berlin e os convenceu a fazer parte de um grupo musical. Milli Vanilli nasceu, com Pilatus e Morvan servindo de faces públicas para os talentos vocais de Charles Shaw e Brad Howell, que tiveram seu talentos musicais descobertos por Farian, mas faltava uma imagem mais comercial.
O primeiro álbum de sucesso do Milli Vanilli foi Girl You Know It's True, que se tornou um hit mundial. O álbum produziu cinco canções hits incluindo três hits de sucesso: "Girl I'm Gonna Miss You", "Baby Don't Forget My Number" e "Blame It On The Rain". Milli Vanilli ganhou o Grammy Award for Best New Artist em 21 de fevereiro de 1990 por "Girl You Know It's True".
Apesar do enorme sucesso, a dupla foi um alvo frequente de boatos e alegações de sobre apenas fazer movimentos labiais no palco e não ter cantado no álbum. Charles Shaw, um dos verdadeiros vocalistas do Milli Vanilli, relatou a um repórter sobre a verdade do grupo secreto por trás da banda, mas mais tarde retirou sua declaração, após Farian ter pagado a ele 1,5 milhão de dólares.
Apesar das suspeitas, o sucesso (ou pelo menos a fama) havia subido à cabeça de Pilatus, que além de demonstrar um comportamento errático e ter desenvolvido um vicio de cocaína, deu uma declaração muito polêmica numa entrevista à revista Time: Musicalmente, somos mais talentosos do que qualquer Bob Dylan ou Paul McCartney. Mick Jagger não consegue produzir um som. Eu sou o novo Elvis. Mick Jagger não chega aos meus joelhos, quando se trata de carisma no palco!
Quando Pilatus e Morvan pressionaram Farian a cantar eles mesmos o próximo álbum, o produtor revelou a verdade para os repórteres em 15 de novembro de 1990 que Pilatus e Morvan nunca chegaram a cantar realmente e que apenas dublavam as vozes. O Grammy Award do Milli Vanilli foi devolvido quatro dias depois, e a Arista Records retirou-os de sua lista e eliminou os seus álbuns e músicas de seu catálogo, tornando Girl You Know It's True o álbum de maior venda a nunca ser levado para fora da impressão. Uma decisão judicial nos Estados Unidos permitiu a qualquer um que tivesse comprado o álbum obter o reembolso.
Farian, posteriormente, falhou na tentativa de retornar o grupo sem Pilatus e Morvan.

### Tentativa de suicídio e de retorno
Depois da descoberta da farsa e da queda súbita da banda, Pilatus foi incapaz de lidar com a súbita queda de graça. Depois de misturar álcool e medicamentos prescritos, ele cortou um de seus pulsos em um hotel de Los Angeles, então foram chamados policiais e repórteres ao local, onde ele teve que ser removido da varanda de onde estava ameaçando saltar fora.
Em 1993, a dupla assinou com um novo contrato e criou o álbum com o nome de Rob & Fab apresentando as suas vozes reais. O álbum vendeu apenas 2 000 exemplares e a produtora faliu pouco tempo depois.

### Morte
Depois da tentativa mal-sucedida de retorno, a dupla parou de cantar. Em 1996 Pilatus ficou três meses preso por assalto, vandalismo, roubo e tentativa, e passou seis meses numa clínica de reabilitação, antes de regressar à Alemanha.
Uma porta-voz de Fab Morvan, Ilene Proctor, confirmou para a MTV News via e-mail que Morvan e Pilatus não tinham se falado desde 1995, embora ela dissesse que Pilatus tinha entrado em contato com Morvan por questões de gestão. Proctor também deixou claro que Morvan não tinha perdoado Farian, a quem disse que "voltaria a ganhar com os rapazes." 
Morreu com quase 33 anos de idade, devido a uma overdose de comprimidos com álcool num hotel em Frankfurt. Há dúvidas se a overdose foi provocado de modo intencional (supondo suicídio) ou acidental.

## Discografia

### Milli Vanilli
- All or Nothing (1988)
- All Or Nothing (US Remix Album) (1989)
- Girl You Know It's True (1989)
- The Remix Album (1990)
- Back and in Attack (1998) Album studio not for sale
- Greatest Hits (2006)

### Rob & Fab
- Rob & Fab (1993)